# Åstrup Sogn (Vejen Kommune)
 Denne artikel omhandler Åstrup Sogn i Vejen Kommune. Opslagsordet har også en anden betydning, se Åstrup Sogn.
Åstrup Sogn er et sogn i Malt Provsti (Ribe Stift).
I 1800-tallet var Vester Starup Sogn fra Skast Herred anneks til Åstrup Sogn fra Gørding Herred. Begge herreder hørte til Ribe Amt. De to sogne udgjorde hver sin sognekommune. Ved kommunalreformen i 1970 blev Åstrup indlemmet i Holsted Kommune, der ved strukturreformen i 2007 indgik i Vejen Kommune, og Vester Starup blev indlemmet i Helle Kommune, der ved strukturreformen indgik i Varde Kommune.
I Åstrup Sogn ligger Åstrup Kirke.
I sognet findes følgende autoriserede stednavne:
- Bjøvlund (bebyggelse)
- Bjøvlund Plantage (areal)
- Bolding (bebyggelse, ejerlav)
- Gettrup (bebyggelse, ejerlav)
- Glejbjerg (bebyggelse, ejerlav)
- Grene (bebyggelse, ejerlav)
- Kalvmose (areal)
- Katbøl (bebyggelse)
- Katbøl Hede (areal)
- Klelund Plantage (areal)
- Nyslund (bebyggelse)
- Nørrebæk (vandareal)
- Sekær Mose (areal)
- Skovbølling (bebyggelse, ejerlav)
- Sønderbæk (vandareal)
- Terpling (bebyggelse, ejerlav)
- Terpling Å (vandareal)
- Tvile (bebyggelse, ejerlav)
- Tvilho (bebyggelse, ejerlav)
- Vejsig (bebyggelse, ejerlav)
- Åstrup (bebyggelse, ejerlav)